# Liste der Pfarren im Dekanat Gänserndorf
Das Dekanat Gänserndorf ist ein Dekanat im Vikariat Unter dem Manhartsberg der römisch-katholischen Erzdiözese Wien.

## Pfarren mit Kirchengebäuden und Kapellen
| Pfarre                    | Pfarrverband/Seelsorgeraum  | Ink.       | Seit              | Patrozinium                       | Kirchengebäude und Kapellen                                                                         |                              |
| ------------------------- | --------------------------- | ---------- | ----------------- | --------------------------------- | --------------------------------------------------------------------------------------------------- | ---------------------------- |
| Angern an der March       | Rund um den Rochusberg      |            | um 1400           | Kreuzauffindung                   | Pfarrkirche Angern an der March                                                                     | Pfarrkirche Angern           |
| Auersthal                 | Weinviertel Süd             |            | 1784              | Hl. Nikolaus                      | Pfarrkirche Auersthal                                                                               | Pfarrkirche Auersthal        |
| Bockfließ                 | Weinviertel Süd             |            | 1560              | Hl. Jakobus der Ältere            | Pfarrkirche Bockfließ                                                                               | Pfarrkirche Bockfließ        |
| Deutsch-Wagram            | Marchfeld-Nord              |            | 1784              | Hl. Johannes der Täufer           | Pfarrkirche Deutsch-Wagram Filialkirche Aderklaa, Filialkirche Parbasdorf                           | Pfarrkirche Deutsch-Wagram   |
| Gänserndorf               | Marchfeld-Nord              |            | 1784              | Hl. Schutzengel                   | Pfarrkirche Gänserndorf Filialkirche Gänserndorf-Süd, Kapelle im Landespensionistenheim Gänserndorf | Pfarrkirche Gänserndorf      |
| Groißenbrunn              | Melker Pfarren im Marchfeld | Melk (OSB) | 1677              | Hl. Ägid                          | Pfarrkirche Groißenbrunn                                                                            | Pfarrkirche Groißenbrunn     |
| Lassee                    | Melker Pfarren im Marchfeld | Melk (OSB) | vor 1189          | Hl. Martin                        | Pfarrkirche Lassee Filialkirche Schönfeld                                                           | Pfarrkirche Lassee           |
| Mannersdorf an der March  | Rund um den Rochusberg      |            | 1867              | Hl. Agatha                        | Pfarrkirche Mannersdorf an der March Kapelle in Wutzelburg                                          | Pfarrkirche Mannersdorf      |
| Matzen                    | Weinviertel Süd             |            | 1784              | Hl. Leonhard                      | Pfarrkirche Matzen                                                                                  | Pfarrkirche Matzen           |
| Oberweiden                | Melker Pfarren im Marchfeld | Melk (OSB) | 1656              | Hl. Leopold                       | Pfarrkirche Oberweiden Filialkirche Baumgarten an der March                                         | Pfarrkirche Oberweiden       |
| Ollersdorf                | Rund um den Rochusberg      |            | um 1400, neu 1783 | Hl. Leonhard                      | Pfarrkirche Ollersdorf                                                                              | Pfarrkirche Ollersdorf       |
| Prottes                   | Melker Pfarren im Marchfeld | Melk (OSB) | 1783              | Unsere Liebe Frau am grünen Anger | Pfarrkirche Prottes                                                                                 | Pfarrkirche Prottes          |
| Raggendorf                | Weinviertel Süd             |            | 1328, neu 1905    | Hl. Agapit                        | Pfarrkirche Raggendorf                                                                              | Pfarrkirche Raggendorf       |
| Schönkirchen-Reyersdorf   | Weinviertel Süd             |            | um 1200           | Hl. Markus                        | Pfarrkirche Schönkirchen Filialkirche Reyersdorf                                                    | Pfarrkirche Schönkirchen     |
| Stillfried                | Rund um den Rochusberg      |            | um 1045           | Hl. Georg                         | Pfarrkirche Stillfried                                                                              | Pfarrkirche Stillfried       |
| Strasshof an der Nordbahn | Marchfeld-Nord              |            | 1939              | Hl. Antonius von Padua            | Pfarrkirche Strasshof an der Nordbahn Filialkirche Silberwald                                       | Pfarrkirche Strasshof        |
| Untersiebenbrunn          | Melker Pfarren im Marchfeld | Melk (OSB) | 1358, neu 1784    | Hl. Veit                          | Pfarrkirche Untersiebenbrunn                                                                        | Pfarrkirche Untersiebenbrunn |
| Weikendorf                | Melker Pfarren im Marchfeld | Melk (OSB) | um 1050           | Hl. Koloman                       | Pfarrkirche Weikendorf Filialkirche Stripfing, Filialkirche Tallesbrunn, Kapelle in Dörfles         | Pfarrkirche Weikendorf       |
| Zwerndorf                 | Melker Pfarren im Marchfeld | Melk (OSB) | 1783              | Hl. Pankratius                    | Pfarrkirche Zwerndorf                                                                               | Pfarrkirche Zwerndorf        |

## Dekanat Gänserndorf
Das Dekanat umfasst 19 Pfarren im Weinviertel im nördlichen Niederösterreich mit 26.150 Katholiken
Diözesaner Entwicklungsprozess
Am 29. November 2015 wurden für alle Pfarren der Erzdiözese Wien Entwicklungsräume definiert. Die Pfarren sollen in den Entwicklungsräumen stärker zusammenarbeiten, Pfarrverbände oder Seelsorgeräume bilden. Am Ende des Prozesses sollen aus den Entwicklungsräumen neue Pfarren entstehen. Im Dekanat Gänserndorf wurden folgende Entwicklungsräume festgelegt:
- Deutsch-Wagram, Gänserndorf und Strasshof an der Nordbahn
  - Subeinheit 1: Deutsch-Wagram
  - Subeinheit 2: Gänserndorf und Strasshof an der Nordbahn
- Angern an der March, Auersthal, Bockfließ, Mannersdorf an der March, Matzen, Ollersdorf, Raggendorf, Schönkirchen-Reyersdorf und Stillfried
- Groißenbrunn, Lassee, Oberweiden, Prottes, Untersiebenbrunn, Weikendorf und Zwerndorf